# باشگاه فوتبال هیبریج
باشگاه فوتبال هیبریج (به انگلیسی: Heybridge Swifts Football Club) یک باشگاه فوتبال در شهر هیبریج، مالمون، کشور انگلستان است که در سال ۱۸۸۰ میلادی تأسیس شده‌است.